# Gérard Altmann
Pour les articles homonymes, voir Altmann.
Gérard Altmann, né à Paris le 23 septembre 1923, et mort le 19 avril 2012 à Boulogne-Billancourt, est un peintre français.

## Biographie
Il est le petit-fils du peintre Alexandre Altmann.